# Cupa României 1982/83
Der Cupa României in der Saison 1982/83 war das 45. Turnier um den rumänischen Fußballpokal. Sieger wurde zum vierten Mal Universitatea Craiova, das sich im Finale am 6. Juli 1983 gegen Politehnica Timișoara durchsetzen konnte. Aufgrund verspäteter Meldung durch den rumänischen Fußballverband spielte Uni Craiova nicht im Europapokal der Pokalsieger, sondern als Zweiter der Divizia A im UEFA-Pokal.
Titelverteidiger Dinamo Bukarest war im Halbfinale gegen den neuen Titelträger ausgeschieden.

## Modus
Die Klubs der Divizia A stiegen erst in der Runde der letzten 32 Mannschaften ein. Ab dem Achtelfinale wurden alle Spiele – abgesehen vom Finale, das traditionell in Bukarest stattfand – auf neutralem Platz ausgetragen. Es wurde jeweils nur eine Partie ausgetragen. Stand diese nach 90 Minuten unentschieden, folgte eine Verlängerung von 30 Minuten. Falls danach noch immer keine Entscheidung gefallen war, wurde die Entscheidung im Elfmeterschießen herbeigeführt.

## Sechzehntelfinale
| Datum            |                             | Ergebnis  |                       |
| ---------------- | --------------------------- | --------- | --------------------- |
| 23. Februar 1983 | Letea Bacău                 | 1:3       | FC Constanța          |
|                  | Tractorul Brașov            | 2:1       | CS Târgoviște         |
|                  | Dinamo Bukarest             | 3:1       | Politehnica Iași      |
|                  | Progresul Vulcan Bukarest   | 1:0       | FC Olt Scornicești    |
|                  | Sportul Muncitoresc Caracal | 0:3       | Petrolul Ploiești     |
|                  | Silvania Cehu Silvaniei     | 1:2       | FC Bihor Oradea       |
|                  | Universitatea Cluj          | 0:3       | FC Argeș Pitești      |
|                  | Portul Constanța            | 0:3       | Sportul Studențesc    |
|                  | Șoimii Lipova               | 0:2       | FCM Brașov            |
|                  | Minerul Moldova Nouă        | 0:1       | SC Bacău              |
|                  | Celuloza Piatra Neamț       | 0:2       | Chimia Râmnicu Vâlcea |
|                  | Chimia Brazi                | 0:1       | Corvinul Hunedoara    |
|                  | Metalul Rădăuți             | 0:2 n. V. | Steaua Bukarest       |
|                  | Universitatea Craiova       | 3:2       | AS Armata Târgu Mureș |
|                  | Metalul Sighișoara          | 0:2       | Politehnica Timișoara |
|                  | Auto Timișoara              | 1:0       | Jiul Petroșani        |

## Achtelfinale
| Datum            |                       | Ergebnis  |                           | Ort                   |
| ---------------- | --------------------- | --------- | ------------------------- | --------------------- |
| 27. Februar 1983 | Politehnica Timișoara | 2:1 n. V. | Progresul Vulcan Bukarest | Alba Iulia            |
|                  | Corvinul Hunedoara    | 2:1 n. V. | Steaua Bukarest           | Brașov                |
|                  | FC Argeș Pitești      | 2:1 n. V. | FC Constanța              | Bukarest              |
|                  | Sportul Studențesc    | 3:0       | SC Bacău                  | Buzău                 |
|                  | FC Bihor Oradea       | 1:0       | Tractorul Brașov          | Deva                  |
|                  | Universitatea Craiova | 3:1       | Auto Timișoara            | Drobeta Turnu Severin |
|                  | Petrolul Ploiești     | 2:1       | FCM Brașov                | Sibiu                 |
|                  | Dinamo Bukarest       | 1:0 n. V. | Chimia Râmnicu Vâlcea     | Târgoviște            |

## Viertelfinale
| Datum         |                       | Ergebnis |                    | Ort      |
| ------------- | --------------------- | -------- | ------------------ | -------- |
| 22. Juni 1983 | Corvinul Hunedoara    | 2:1      | FC Bihor Oradea    | Arad     |
|               | Politehnica Timișoara | 1:0      | Petrolul Ploiești  | Mediaș   |
|               | Universitatea Craiova | 2:0      | Sportul Studențesc | Pitești  |
|               | Dinamo Bukarest       | 2:1      | FC Argeș Pitești   | Ploiești |

## Halbfinale
| Datum         |                       | Ergebnis              |                    | Ort   |
| ------------- | --------------------- | --------------------- | ------------------ | ----- |
| 29. Juni 1983 | Politehnica Timișoara | 1:1 n. V. (9:8 i. E.) | Corvinul Hunedoara | Arad  |
|               | Universitatea Craiova | 1:1 n. V. (4:2 i. E.) | Dinamo Bukarest    | Sibiu |

## Finale
| Paarung               | Universitatea Craiova – Politehnica Timișoara |
| Ergebnis              | 2:1 (1:0) |
| Datum                 | 6. Juli 1983 |
| Stadion               | Stadionul 23 August, Bukarest |
| Schiedsrichter        | Stefan Dan Petrescu (Bukarest) |
| Tore                  | 1:0 Rodion Cămătaru (16.) 2:0 Rodion Cămătaru (67.) 2:1 Iosif Rotariu (87.) |
| Universitatea Craiova | Silviu Lung, Nicolae Negrilă, Nicolae Tilihoi, Costică Ștefănescu, Nicolae Ungureanu, Aurel Țicleanu (63. Aurel Beldeanu), Ilie Balaci, Mircea Irimescu, Ion Geolgău (63. Adrian Popescu), Rodion Cămătaru, Sorin Cârțu Cheftrainer: Constantin Oțet   |
| Politehnica Timișoara | Radu Suciu, Dumitru Ștefanovici, Aurel Șunda, Gheorghe Șerbănoiu, Nicolae Murar, Adrian Manea (73. Titi Nicolae), Stelian Anghel, Laurențiu Bozeșan, Iosif Rotariu, Petre Lehman, Ion Petrescu (65. Petre Vlătănescu) Cheftrainer: Emerich Dembrovszki |